# Gènere (gramàtica)
El gènere és una distinció de la gramàtica que classifica les paraules variables. La marca de gènere pot donar-se sota formes diverses, però acostuma a ser amb un morfema determinat i afecta a la concordança en l'oració.
No s'ha de confondre gènere i sexe biològic, encara que es doni la coincidència ocasional entre els dos (de manera més marcada a determinades llengües, com les romàniques). Una prova és que la mateixa paraula té gèneres diferents segons l'idioma i que éssers sexuats poden ser designats sense marca de gènere (paraules invariables).

## El gènere en català
El gènere és una característica dels noms substantius, dels adjectius i dels articles.
En català el gènere s'ha reduït a dos (masculí i femení) i s'ha perdut el neutre que hi havia en llatí. Així, generalment, els mots solen ser masculins (com ara got, peu, home, escriptori) o femenins (com ara cama, paret, urna, pàgina). Tot i això, hi ha moltes paraules amb flexió dels dos gèneres (com, per exemple, gat - gata, madur - madura, valencià - valenciana, etc.).
Hi ha casos en què la forma femenina marca un matís semàntic amb la parella masculina. Per exemple, una plata o una ganiveta són més grans que un plat i un ganivet, respectivament; o una vampiressa no és exactament la femella d'un vampir.
De vegades, certs mots semblants tenen ètims o precedències diferents (com ara full, del llatí FOLIO i fulla, de FOLIA. En aquest cas solen referir-se a coses o conceptes diferents. Per exemple: anell - anella, bot - bóta, full - fulla, mode - moda, regle - regla, regne - regna (corretja), temple - templa (del cap), etc.
Altres voltes els mateixos mots en masculí o en femení s'han distribuït regionalment sense que hi haja cap diferència semàntica (per exemple: esme - esma, rat - rata, rajol - rajola, sutge - sutja, etc.).
En les següents terminacions l'adjectiu és invariable:
- -al: igual, actual ... (però mal, mala;anòmal, anòmala)
- -el: rebel, cruel, fidel ... (però paral·lel, paral·lela …)
- -il: difícil, fàcil, dúctil, civil ... [però tranquil, tranquil·la; anglòfil, anglòfila …)
- -ar: escolar, popular, perpendicular, regular ... (però avar, avara; rar, rara; car, cara …)
- -or: anterior, major; menor, inferior, posterior ... (però incolor, incolora …)
- -ant: amargant, elegant, constant, picant ... (però sant, santa …)
- -ent: bullent, escaient, prudent, obedient ... (però atent, atenta; content, contenta; cruent, cruenta, i els cultismes acabats en -lent. corpulent, corpulenta …)
- -a àtona: persa, agrícola, belga, entusiasta, hipòcrita, idòlatra, nòmada, pirata ...
- -e àtona: amable, creïble, cantaire, equànime, inerme, solemne, lúgubre, rude, tènue, unànime ...

## Tipus de gènere
El gènere pot usar-se de diverses maneres segons la llengua analitzada. Així, es troben idiomes que diferencien:
- masculí i femení (com el francès). A vegades la distinció és percebuda pels parlants com masculí o altres, englobant femení i neutre, amb variants (com el polonès, que arriba així a tenir cinc gèneres)
- masculí, femení i neutre (com l'alemany)
- animat i inanimat (com el danès)
- animat, idea abstracta, planta, animal, objecte (com el swahili)
- rodó, allargat i flexible, allargat i rígid, pla, fangós, líquid, boirós, i situat dins d'un contenidor obert (com el navaho)
- humà i no humà
- fort i feble
- cap distinció de les anteriors

Entre les llengües que tenen gènere, la distribució més freqüent és la d'alternança masculí-femení. Segueixen en quantitat les llengües amb un sistema de tres gèneres, després les que en tenen cinc o més i per acabar, les que tenen un sistema de quatre gèneres gramaticals.

## Maneres de marcar el gènere
- Amb un morfema, com el castellà alto/alta
- Amb la concordança, que afecta a les paraules del voltant (es diu "el moble bonic" però "la noia bonica").
- Amb canvi de pronunciació (com el gaèlic), on diferents fonemes inicials designen gènere diferents
- Amb un canvi lèxic